# 우즈베키스탄 여자 축구 국가대표팀
우즈베키스탄 여자 축구 국가대표팀은 우즈베키스탄을 대표하는 여자 축구 대표팀으로 우즈베키스탄 축구 연맹에서 관리한다. 남자 축구 대표팀과는 달리 여자 축구 대표팀은 약체로 평가받는 팀들 중에 하나이며 1995년 9월 23일 인도와의 1995년 AFC 여자 축구 선수권 대회 C조 조별리그 1차전에서 국제 A매치 첫 경기를 치러 이 경기에서 1-0으로 승리했으며 현재 하계 올림픽 본선 진출 경험은 전무하다.

## 국제 대회 경력

### AFC 여자 아시안컵
여자 아시안컵 본선에는 5번 출전하여 5번의 대회에서 모두 조별리그에서 탈락했다. 그나마 1999년 대회에서 3승 1패로 참가국 15팀 중 6위를 차지하며 우즈베키스탄 여자 축구 역사상 아시안컵 역대 최고 성적을 거두었지만 4강에는 오르지 못했다.

### 하계 올림픽
2024년 하계 올림픽 아시아 지역 예선 6경기 5승 1패로 사상 첫 아시아 지역 최종 예선에 올랐고 비록 호주와의 최종 예선에서 1·2차전 합계 0-13으로 대패하며 사상 첫 올림픽 본선행에는 실패했지만 우즈베키스탄 여자 축구 역사상 올림픽 아시아 예선 최고 성적을 거두었다.

### CAFA 여자 챔피언십
초대 대회인 2018년 대회에서 이란을 제치고 사상 첫 국제 대회 우승을 차지하면서 CAFA 여자 챔피언십 초대 챔피언 자리에 등극했고 2022년 대회에서도 이란을 제치고 대회 2연패를 달성했다.

### 아시안 게임
2022년 대회를 통해 처음으로 아시안 게임에 모습을 드러내자마자 비록 메달은 따지 못했지만 우즈베키스탄 여자 축구 역사상 첫 아시안 게임 4강 진출이자 우즈베키스탄 남녀 대표팀 동반 4강의 대업을 달성했다.

## 성적

### FIFA 여자 월드컵
- 1991년 ~ 1995년: 불참
- 1999년 ~ 2023년: 예선 탈락

### 올림픽 축구
- 1996년: 불참
- 2000년: 예선 탈락
- 2004년: 불참
- 2008년 ~ 2024년: 예선 탈락

### AFC 여자 아시안컵
- 1975년 ~ 1993년: 불참
- 1995년: 조별 예선
- 1997년: 조별 예선
- 1999년: 조별 예선
- 2001년: 조별 예선
- 2003년: 조별 예선
- 2006년: 예선 탈락
- 2008년: 불참
- 2010년 ~ 2022년: 예선 탈락

### 아시안 게임
- 1990년 ~ 2018년: 불참
- 2022년: 4위

### 중앙아시아 여자 축구 선수권 대회
- 2018년: 우승
- 2022년: 우승

## 같이 보기
- 우즈베키스탄 축구 국가대표팀